# Finos Film
Finos Film (griechisch Φίνος Φιλμ) ist eine Filmgesellschaft, die von 1943 bis 1977 die Filmproduktion in Griechenland dominierte.
Gegründet wurde die Gesellschaft 1942 von Filopimin Finos, der diese bis zu seinem Tod 1977 leitete. Die Studios befanden sich zuerst in Athen und später in Spata, östlich von Athen. Seit den späten 1970er Jahren nahm die griechische Filmproduktion zugunsten importierter ausländischer Filme kontinuierlich ab, zusätzlich führte das Fernsehen zu einem Kinosterben. Nach 1977 konzentrierte sich die Gesellschaft daher auf den Filmvertrieb sowie Postproduction und produzierte bis 2006 keinen Film mehr. 2006 ist Finos Film nochmals an die Kinofilmproduktion eingestiegen mit der griechisch-italienischen Co-Produktion "Uranya". 